# Euthalia paisandrus
Euthalia paisandrus är en fjärilsart som beskrevs av Hans Fruhstorfer 1913. Euthalia paisandrus ingår i släktet Euthalia och familjen praktfjärilar. Inga underarter finns listade i Catalogue of Life.